# Kippa

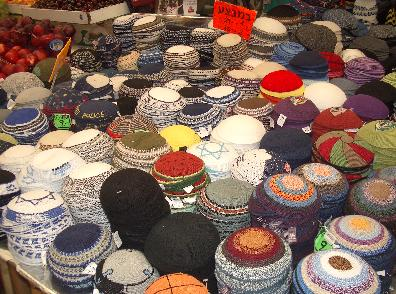
Verschiedene Kippot

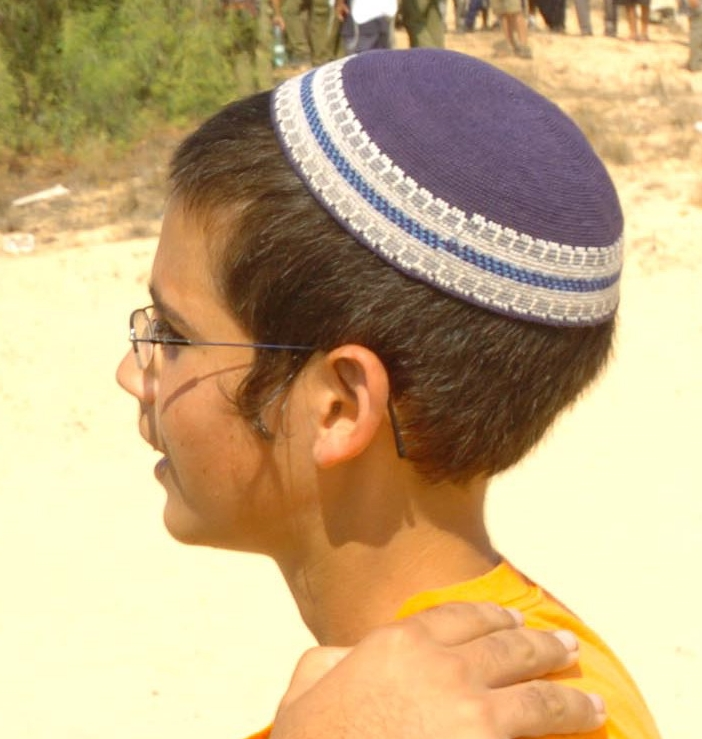
Junge mit Kippa

Die Kippa (auch Kippah, hebräisch כִּפָּה / Plural Kippot), Käppchen oder seltener Jarmulke (jiddisch יאַרמלקע yarm[u]lke oder קאפל kappl) ist eine traditionelle Kopfbedeckung männlicher Juden.

## Form
Bei der Kippa handelt es sich um eine kleine kreisförmige Mütze aus Stoff oder Leder, zuweilen reich verziert, die den Hinterkopf bedeckt. Manchmal wird sie mit einer Metallklammer an den Haaren befestigt. Üblich ist die Kippa für Männer beim Gebet, überhaupt an allen Gebetsorten wie beim Synagogenbesuch oder auf jüdischen Friedhöfen; orthodoxe Juden tragen sie auch im Alltag. Im Laufe der Zeit ist die Kippa zu einem Erkennungszeichen der Juden geworden, die den Sitten Israels treu sind und die Erfüllung aller religiösen Pflichten auf sich genommen haben.
Form und Farbe der Kippa geben zuweilen Auskunft über den religiösen, politischen und auch parteipolitischen Hintergrund ihres Trägers. Viele Juden tragen auch außerhalb des Gottesdienstes eine kleine, runde Kopfbedeckung aus Stoff oder Leder. Ultraorthodoxe Juden tragen eine schwarze Kippa (und über der Kippa einen schwarzen Hut), nationalreligiöse Zionisten üblicherweise eine gehäkelte Kippa, Jungen bei ihrer Bar Mitzwa meist eine glänzende Kappe. Daneben gibt es „neutrale“ Varianten für diejenigen Juden, die sich nicht eindeutig zu diesen Gruppen zählen.

## Geschichte
Ursprünglich bestand keinerlei Gebot für Männer, beim Beten den Kopf zu bedecken, weder im biblischen Gesetz noch in den Auslegungen des Talmud. In talmudischer und nachtalmudischer Zeit (nach 500 n. d. Z.) war die jüdische Kopfbedeckung bei Männern nur zu traurigen und feierlichen Anlässen üblich, bei verheirateten Frauen hingegen immer; später für Männer beim Beten und Lernen allgemein, mit Ausnahme bei Reformgemeinden.
Im alten Israel war die Kopfbedeckung für Männer kein religiöses Erfordernis, sie war nur bei besonderen Anlässen üblich; Frauen trugen einen hauptverhüllenden Schleier, da entblößtes Haupthaar Kennzeichen von Prostituierten war.
Erst in der Neuzeit (16./17. Jahrhundert) verbreitete sich das Tragen der Kippa beim jüdischen Mann. Im 20. Jahrhundert prägten dies vor allem Persönlichkeiten wie Florian Isidor und Shmuel Safrai. Der Brauch wird örtlich verschieden gehandhabt. Eine Rolle spielt auch, welcher Strömung des Judentums der Gläubige angehört. Nichtjüdischen Fremden und Gästen wird stets empfohlen, sich einfach dem Brauch der Gemeinde anzupassen, bei der sie zu Gast sind. Statt der Kippa kann auch jede andere Kopfbedeckung (Mütze, Hut oder zur Not selbst ein Taschentuch) denselben Zweck erfüllen.